# Flavio Capro
Flavio Capro (in latino Flavius Caper; fl. II secolo) è stato un grammatico latino.

## Biografia
Dedicò particolare attenzione ai primi scrittori latini e di lui parla a lungo Prisciano.

## Opere
Capro fu autore di due opere: De Lingua Latina and De Dubiis Generibus. Queste opere, nella loro forma originale, sono andate perdute, ma due piccoli trattati intitolati  De Orthographia (di Agroecius, vescovo di Sens) e De Verbis Dubiis ci sono pervenuti a suo nome, probabilmente excerpta dai suoi lavori originali, con aggiunte successive da parte di autori ignoti.